# Sardulgarh
Sardulgarh är en ort i Indien.   Den ligger i distriktet Mansa och delstaten Punjab, i den norra delen av landet, 220 km nordväst om huvudstaden New Delhi. Sardulgarh ligger 213 meter över havet och antalet invånare är 17 270.
Terrängen runt Sardulgarh är mycket platt. Runt Sardulgarh är det tätbefolkat, med 308 invånare per kvadratkilometer. Det finns inga andra samhällen i närheten. Trakten runt Sardulgarh består till största delen av jordbruksmark.